# Santa Clara de Louredo
Santa Clara de Loredo is een plaats (freguesia) in de Portugese gemeente Beja en telt 960 inwoners (2001).